# Les Lettres françaises
Les Lettres françaises fue una publicación literaria creada por Jacques Decour y Jean Paulhan en Francia, en 1941, durante la ocupación alemana, y desaparecida en 1972. Se trató de una publicación clandestina en la que colaboraban, entre otros, Louis Aragon, François Mauriac, Claude Morgan, Edith Thomas, Georges Limbour y Raymond Queneau.
Luego del fin de la Segunda Guerra Mundial, Les Lettres françaises, dirigida por Aragon entre 1953 y 1972, permaneció bajo la órbita del Partido Comunista Francés, hasta que, en 1972, este le retiró el financiamiento.
En 1949, Les Lettres françaises fue demandada por difamación ante un tribunal francés por un exfuncionario del PCUS, Víktor Krávchenko, perdiendo el juicio la revista.
A partir de los años 1990, el diario L'Humanité publica ocasionalmente suplementos extraordinarios bajo el nombre de Les Lettres françaises.